# Bertha Probst de Linga
Bertha Probst de Linga (* 13. März 1891 im Allgäu; † 26. Oktober 1982 in Hamburg) war die Gründerin der Stiftung der Linga-Bibliothek in der Freien und Hansestadt Hamburg. Mit der Stiftungsgründung 1967 sicherte sie bis heute den Fortbestand der Linga-Bibliothek für Lateinamerika-Forschung.

## Leben
Die im Allgäu als Tochter eines Lehrers geborene Bertha Probst verfügte über eine vielseitige Bildung und sprach mehrere Sprachen. In Paris und später in Chicago hatte sie jeweils ein Lehramtsdiplom erworben. Von 1914 bis 1927 arbeitete sie als Gouvernante in Chicago und war zeitweilig als Schriftführerin für den dortigen Zweigverein des Allgemeinen Deutschen Sprachvereins tätig. Während des Ersten Weltkrieges nahm sie die US-Staatsbürgerschaft an. 1927 heiratete sie den aus Hamburg-Altona stammenden und seit 1894 in Mexiko lebenden Kaufmann Carlos Linga, dessen Leidenschaft für bibliophile Buchausgaben sie teilte. Während der folgenden Jahrzehnte lebte sie mit ihrem Mann in Mexiko und half ihm seine bedeutende bibliophile Sammlung auszubauen, deren 6.000 Bände den Grundstock für die 1957 in Hamburg gegründete Linga-Bibliothek bildeten. Um Kontakte zu deutschen Lateinamerika-Wissenschaftlern wie beispielsweise Franz Termer zu pflegen und den Ausbau der Bibliothekssammlung voranzutreiben, reiste das Ehepaar nun jeden Sommer nach Hamburg. Die Bibliothek, heute eine der größten Bibliotheken für Lateinamerika-Forschung in Deutschland, erlangte in den folgenden Jahren dank ihrer wertvollen Altbestände auch internationale Bedeutung. Um das Werk ihres 1963 verstorbenen Mannes fortzusetzen, gründete Bertha Linga 1967 die Stiftung der Linga-Bibliothek in der Freien und Hansestadt Hamburg. Trotz der im selben Jahr erfolgten Übersiedlung nach München behielt sie zeitlebens ein emotionales Verhältnis zu der Büchersammlung, die für Bertha eine Art Kinderersatz bildete. Noch in Mexiko hatte sie die Buchbinderei erlernt und zahlreiche der bibliophilen Werke selbst gebunden. Den größten Teil des Vermögens des kinderlos gebliebenen Ehepaares vermachtete sie daher der Stiftung, deren Zweck die Förderung des weiteren Ausbaus der Bibliothek ist.